# Autheux
Autheux é uma comuna francesa na região administrativa de Altos da França, no departamento de Somme. Estende-se por uma área de 8,27 km². Em 2010 a comuna tinha 123 habitantes (densidade: 14,9 hab./km²).